# Daleho Irandust
Daleho Irandust (* 4. Juni 1998 in Göteborg) ist ein schwedischer Fußballspieler, der für IF Brommapojkarna und die syrische Fußballnationalmannschaft spielt. Der Mittelfeldspieler gewann 2019 mit BK Häcken den schwedischen Landespokal.

## Sportlicher Werdegang
Irandust begann im Alter von sechs Jahren mit dem Fußballspielen beim Göteborger Vorortklub Balltorps FF aus Mölndal. Mit elf Jahren wechselte er in die Jugendabteilung des Göteborger Vereins GAIS. 2016 schloss er sich dessen Lokalrivalen BK Häcken an, mit dem er im selben Jahr den renommierten Gothia Cup gewann. Als Spieler der U-19-Mannschaft des Klubs machte er die Verantwortlichen für die Wettkampfmannschaft schnell auf sich aufmerksam. 2016 debütierte er im schwedischen Pokal, im nächsten Jahr folgte das Debüt in der Allsvenskan. Noch in der Spielzeit 2017 etablierte er sich unter Trainer Mikael Stahre als Stammspieler und trug zum Erreichen des Europapokals als Tabellenvierter bei, in der zweiten Qualifikationsrunde der UEFA Europa League 2018/19 scheiterte er jedoch mit der mittlerweile von Andreas Alm betreuten Mannschaft an RB Leipzig. Auch in den folgenden Jahren stand er mit dem Klub regelmäßig in der oberen Tabellenhälfte, zudem lief er für die schwedische U-19- und anschließend die U-21-Nationalmannschaft auf.
Im Dezember 2018 nominierte Nationaltrainer Janne Andersson Irandust für die Auftaktländerspiele der A-Nationalmannschaft zu Jahresbeginn 2019. Am 8. Januar 2019 debütierte er bei der 0:1-Niederlage gegen Finnland. Im folgenden Sommer stand Irandust mit BK Häcken im Endspiel um den Pokalwettbewerb 2018/19 gegen den Ligakonkurrenten AFC Eskilstuna. Alexander Faltsetas, Joona Toivio und der für Irandust in der Schlussphase eingewechselte Viktor Lundberg sorgten für einen ungefährdeten 3:0-Erfolg. In der UEFA Europa League 2019/20 war erneut in der zweiten Qualifikationsrunde Schluss, der niederländische Vertreter AZ Alkmaar setzte sich trotz eines 0:0-Auswärtsremis mit einem 3:0-Sieg in Göteborg durch. In der Spielzeit 2020 wurde er mit dem Klub Tabellendritter.
Im Januar 2021 stand Irandust kurz vor einem Wechsel nach Frankreich zum FC Toulouse, aufgrund einer Verletzung beim Medizincheck kam der Wechsel jedoch auf Wunsch des Spielers nicht zustande. Mitte Februar wurde er operiert und fiel drei Monate aus. Beim 3:1-Heimerfolg über Varbergs BoIS in der Allsvenskan feierte er Ende Mai kurz vor der Sommerpause sein Comeback, als er für Alexander Jeremejeff eingewechselt wurde.
Schließlich wechselte er im August 2021 für 400.000 € in die Eredivisie zum FC Groningen, mit dem er nach der Saison 2022/23 als Tabellenletzter abstieg. In der folgenden Saison kam Irandust auf lediglich acht Zweitligaeinsätze, bevor im Februar 2024 zu IF Brommapojkarna wechselte. Irandust entschied sich, nunmehr für die syrische Nationalmannschaft aufzulaufen und absolvierte im März 2024 zwei WM-Qualifikationsspiele gegen Myanmar.